# Svodín
Svodín és un poble i municipi d'Eslovàquia que es troba a la regió de Nitra, al sud-oest del país. El 2021 tenia 2.412 habitants.

## Història
La primera menció escrita de la vila es remunta al 1156.

## Demografia
| Godina             | 1994 | 2004   | 2014   | 2024   |
| ------------------ | ---- | ------ | ------ | ------ |
| Nombre de persones | 2634 | 2630   | 2517   | 2354   |
| Diferència         |      | −0,15% | −4,29% | −6,47% |

| Godina             | 2023 | 2024   |
| ------------------ | ---- | ------ |
| Nombre de persones | 2370 | 2354   |
| Diferència         |      | −0,67% |